# Wilamowo (Wajsznory)
Wilamowo (niem. Wilhelmsdorf) – część wsi Wajsznory w Polsce, położona w województwie warmińsko-mazurskim, w powiecie kętrzyńskim, w gminie Kętrzyn.
W latach 1975–1998 Wilamowo administracyjnie należała do województwa olsztyńskiego.
Na miejscu znajduje się lotnisko Kętrzyn-Wilamowo, małe lotnisko sportowe, będące własnością Aeroklubu Krainy Jezior. Odbywają się tu rokrocznie pokazy lotnicze pod nazwą Festyn Lotniczy Mazury połączone ze Zlotem Miłośników Lotnictwa.